# Pierre Stolze

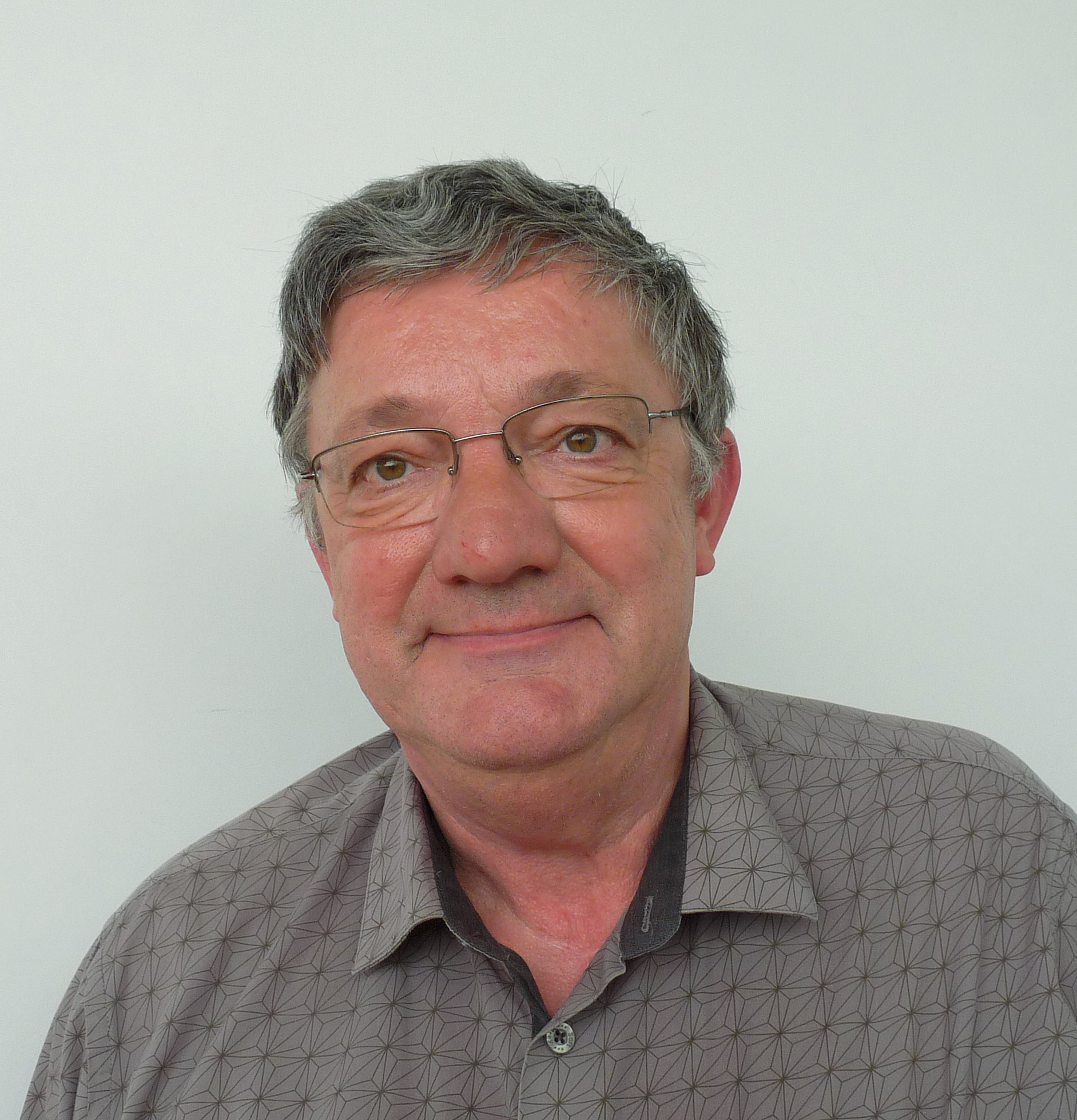
Pierre Stolze (2012)

Pierre Stolze (geboren am 12. April 1952 in Metz) ist ein französischer Science-Fiction-Autor.

## Leben
Stolze absolvierte die École normale supérieure in Paris. Seine Abschlussarbeit hatte das Thema Littérature et science-fiction : de l’alibi à l’exorcisme. Zugleich erschienen erste Science-Fiction-Erzählungen und sein erster Roman Le Serpent d’éternité (1979). Anschließend studierte Stolze Literatur und promovierte 1994 an der Universität Nancy mit einer Arbeit über die Rhetorik in der Science-Fiction (Rhétorique de la science-fiction). 1991 gewann er mit dem Roman Cent mille images den Prix Rosny aîné. Seit 1984 ist Stolze hauptberuflicher Schriftsteller und seit 1996 ist Autor der Zeitschrift Bifrost.

## Auszeichnungen
- 1991 Prix Rosny aîné für den Roman Cent mille images
- 1999 Prix Gérardmer für La Maison Usher ne chutera pas
- 2009 Prix Victor Hugo für Georges, Simone et Salomon : Histoire d’un réseau de résistance

## Bibliografie
Peyr de la Fièretaillade (Romanserie)
- 1 Marilyn Monroe et les samouraïs du père Noël (1986)
- 2 Greta Garbo et les crocodiles du Père Fouettard (1996)
- 3 Marlène Dietrich et les Bretelles du Père Eternel (2002)
- Les trois étoiles de Saint Nicolas (Sammelausgabe von 1–3, 2013)

Isidore (Jugendromanserie)
- 1 Isidore et le premier empereur (2002)
- 2 Isidore et la pharaonne (2003)
- 3 Isidore et le serpent à plumes (2005)
- 4 Isidore et le maharadjah (2014)

Romane
- Le Serpent d’éternité (1979)
- Kamtchatka (1980)
- L’Amour des étoiles (1986)
- Cent mille images (1990)
- Les Chevaliers Chiens (1990)
- Le Déménagement (1994)
- Theophano 960 (1995)
- Volontaire désigné (1995)
- Les Métamorphoses du Vorax (2004)
- Comme un cadavre … (2012)
- Le Dieu assis (2013)
- Les Trois étoiles de Saint Nicolas (2013)
- Le Monastère caché (2015)
- Électrons libres (2016)

Sammlungen
- Intrusions (1990)
- La Maison Usher ne chutera pas (1996)
- Résidence Beau-Rivage (2016)

Erzählungen
- Ah, ah ! dit-il en se grattant les couilles (1977)
- Désert d’ocre et cercueils de cristal (1978)
- Pour qui connaît les noms de Dieu (1978)
- Shickelgruber on the rocks ou le petit chaperon rouge revisited (1978)
- Super-foetus contre les escalopes milanaises (1978)
- Les Flèches blasphématoires du roi Cheou-Sin (1979)
- Les Trois célestes offrandes de l’empereur Tou-tsong (1982)
- Promenade furtive au pays des vivants (1983)
  - Deutsch: Heimlicher Spaziergang ins Land der Lebenden. In: Wolfgang Jeschke (Hrsg.): Die Zeitbraut. Heyne Science Fiction & Fantasy #4990, 1993, ISBN 3-453-06210-8.
- Bunraku (1984)
- Un goût de cornichon dans le plan de la matrice (1985)
- Dragon vert et tigre blanc (1986)
- L’Amour des étoiles (1986)
- La Rose n’a pas de pourquoi (1986)
- Le Jeu des Méditants (1986)
- L’Oiseau-colibri mit un capétien dans son caddie (1990)
- Le Phénix, le proctologue et l’amateur de batik (1990)
- Les Architectes d’Echo (1990)
- Les Chevaliers chiens (1990)
- Les Réceptacles-mémoires (1990)
- Une métamorphose au pays des arbres (1990)
- Le Calvaire aux miroirs (1992)
- Réponse de l’homme-fouine au seigneur du Haut-Pic (1992)
- Le Déménagement (1994)
- Quelques bijoux … (1994)
- L’Anneau (1995)
- La Cache (1995)
- La Tête (1995)
- La Ville (1995)
- Le Bourreau (1995)
- Le Camp (1995)
- Les Jambes (1995)
- Apothéose de Sultan Mohammed à la cour du roi Gayumart (1996)
- L’Apparition (1996)
- La Maison Usher ne chutera pas (1996)
- L’Apparition (1998)
- La Vache (1998)
- Le Têtard (1998)
- Les Mutins (1998)
- Élucidation du Gouzipanpan (1999)
- Le Dortoir des filles et la deuxième loi de la thermodynamique (2004)
- Parfum de Santal au pays des immortels (2004)
- La Guerre des Mondes a bien eu lieu (2005)
- La Dernière conquête du Loup Blanc (2006)
- Glissement de temps sur Manhattan (2008)
- Le Dernier Tombeau d’Edgar Poe (2009)
- Mon ascenseur parle avec un accent allemand (2010)
- Taï chi chuan à Tchernobyl-sur-Moselle (2013)
- La Petite fille et le conteur (2017)
- Si bleu, si calme … (2018)
- Rex (Tremendae majestatis) (2019)

Sachliteratur
- Rhétorique de la science-fiction (Dissertation, 1994)
- Marilyn Monroe : La star absolue (2006)
- Georges, Simone et Salomon : Histoire d’un réseau de résistance (2009)